# Prosthechea rhombilabia
Prosthechea rhombilabia là một loài thực vật có hoa trong họ Lan. Loài này được (S.Rosillo) W.E.Higgins miêu tả khoa học đầu tiên năm 1997.